# Lyn-Z
Lindsey Ann Ballato-Way (Dunoon, 21 de maio de 1976) mais conhecida como Lyn-Z é a baixista da banda Mindless Self Indulgence. Lindsey também é uma artista visual.
Frequentou o Instituto Pratt, onde estudou arte e ilustração.
Ela então trabalhou como vitrine em toda a cidade de Nova York e ajudou o prolífico pintor Ron English. Seu trabalho foi no 32º aniversário da CBGB, "Hung", e no grupo de viajantes, "Draw". Depois de anos como música em turnê com a banda Mindless Self Indulgence, ela se inspirou na cultura artística mundial e outras influências incluem Mary Blair, Henry Darger e Georges Melies.
O corpo atual de trabalho de Lindsey é uma coleção de treze dioramas intitulados "Hush".
Ela reside em Los Angeles.

## Biografia
Ela foi pra New York para estudar artes. Estudou por dois anos em Pratt Institute em Brooklyn. Antes de participar do Mindless Self Indulgence, esteve em uma banda punk cover de Dolly Parton. Depois repôs Vanessa como baixista na banda em 2001.
Ela está atualmente trabalhando com exposições de artistas plásticos.
Em 2002 ela foi hospitalizada por um colapso no pulmão, mas isso não a parou para sua performance de grande energia. Ao longo com o artista Jorden Haley, Lyn-Z contribuiu para a arte final do CD You'll Rebeld To Anything. A presença de Lyn-Z no palco é totalmente ativa, ela está constantemente se movendo daqui pra lá e deixando o público agitar a raiva.
Agora seu infame retorcimento pra trás é uma memória na performance da banda ao vivo. Lyn-Z veste roupas de uniformes escolares de garotas, com um toque do seu próprio estilo pessoal.
Em 2007 se casou com Gerard Way (vocalista da banda My Chemical Romance), numa cerimônia privada. Marcaram para o dia para primeira turnê da banda Linkin Park. No dia 27 de Maio de 2009, Bandit Lee Way nasceu, sua filha com Gerard.